# George J. Lewis
George J. Lewis (Guadalajara, 10 dicembre 1903 – Rancho Santa Fe, 8 dicembre 1995) è stato un attore messicano.
Il ruolo per cui è maggiormente conosciuto è probabilmente quello di Don Alejandro de la Vega nella serie TV degli anni '50 Zorro. Ha preso parte a molti film soprattutto western dagli anni '20 agli anni '60.

## Filmografia parziale

### Cinema
- La gitana  (The Spanish Dancer), regia di Herbert Brenon (1923)
- Code of the Sea, regia di Victor Fleming (1924)
- Captain Blood, regia di David Smith (1924)
- Devil's Island, regia di Frank O'Connor (1926)
- The Winning Goal, regia di Nat Ross (1928)
- The Fourflusher, regia di Wesley Ruggles (1928)
- Sliding Home, regia di Nat Ross - cortometraggio (1928)
- 13 Washington Square, regia di Melville W. Brown (1928)
- Honeymoon Flats, regia di Millard Webb (1928)
- We Americans, regia di Edward Sloman (1928)
- Jazz Mad, regia di F. Harmon Weight (1928)
- The Junior Year, regia di Nat Ross - cortometraggio (1928)
- Calford vs. Redskins, regia di Nat Ross - cortometraggio (1928)
- Cuerpo y alma, regia di David Howard (1931)
- Captain Calamity, regia di John Reinhardt (1936)
- Outlaws of the Desert, regia di Howard Bretherton (1941)
- The Blocked Trail, regia di Elmer Clifton (1943)
- Tarzan contro i mostri (Tarzan's Desert Mystery), regia di Wilhelm Thiele (1943)
- Captain America, regia di Elmer Clifton e John English (1944)
- La frusta nera di Zorro (Zorro's Black Whip), regia di Spencer Gordon Bennet (1944)
- Rainbow Over Texas, regia di Frank McDonald (1946)
- Under Nevada Skies, regia di Frank McDonald (1946)
- La bella e il bandito (Beauty and the Bandit), regia di William Nigh (1946)
- The Big Sombrero, regia di Frank McDonald (1949)
- Bandits of El Dorado, regia di Ray Nazarro (1949)
- The Dalton Gang, regia di Ford Beebe (1949)
- Il doppio segno di Zorro (Ghost of Zorro), regia di Fred C. Brannon (1949)
- La tribù dispersa (The Lost Tribe), regia di William Berke (1949)
- Crashing Thru, regia di Ray Taylor (1949)
- Hostile Country, regia di Thomas Carr (1950)
- Appuntamento con la morte (One Way Street), regia di Hugo Fregonese (1950)
- Marshal of Heldorado, regia di Thomas Carr (1950)
- Crooked River, regia di Thomas Carr (1950)
- Colorado Ranger, regia di Thomas Carr (1950)
- West of the Brazos, regia di Thomas Carr (1950)
- Fast on the Draw, regia di Thomas Carr (1950)
- Le pistole di Zorro (King of the Bullwhip), regia di Ron Ormond (1950)
- Una manciata d'odio (Short Grass), regia di Lesley Selander (1950)
- La spia del lago (Captain Carey, U.S.A.), regia di Mitchell Leisen (1950)
- Il segreto del carcerato (Southside 1-1000), regia di Boris Ingster (1950)
- I quattro cavalieri dell'Oklahoma (Al Jennings of Oklahoma), regia di Ray Nazarro (1951)
- Saddle Legion, regia di Lesley Selander (1951)
- Il cerchio di fuoco (Appointment with Danger), regia di Lewis Allen (1951)
- The Kid from Amarillo, regia di Ray Nazarro (1951)
- La montagna dei sette falchi (Red Mountain), regia di William Dieterle (1951)
- Wagon Team, regia di George Archainbaud (1952)
- La grande sparatoria (The Raiders), regia di Lesley Selander (1952)
- L'amante di ferro (The Iron Mistress), regia di Gordon Douglas (1952)
- Il ritorno dei vendicatori (The Bandits of Corsica), regia di Ray Nazarro (1953)
- Frustateli senza pietà (Cow Country), regia di Lesley Selander (1953)
- L'inferno di Yuma (Devil's Canyon), regia di Alfred L. Werker (1953)
- La legione del Sahara (Desert Legion), regia di Joseph Pevney (1953)
- La fine di un tiranno (Border River), regia di George Sherman (1954)
- Le giubbe rosse del Saskatchewan (Saskatchewan), regia di Raoul Walsh (1954)
- Rullo di tamburi (Drum Beat), regia di Delmer Daves (1954)
- La baia dell'inferno (Hell on Frisco Bay), regia di Frank Tuttle (1955)
- Santiago, regia di Gordon Douglas (1956)
- Ore di angoscia (A Cry in the Night), regia di Frank Tuttle (1956)
- Orizzonti lontani (The Big Land), regia di Gordon Douglas (1957)
- I pionieri del West (The Tall Stranger), regia di Thomas Carr (1957)
- La sfida di Zorro (The Sign of Zorro), regia di Norman Foster e Lewis R. Foster (1958)
- The indian: la prova del coraggio (Indian Paint), regia di Norman Foster (1965)

### Televisione
- Il cavaliere solitario (The Lone Ranger) – serie TV, 5 episodi (1949-1956)
- Le avventure di Gene Autry (The Gene Autry Show) – serie TV, 11 episodi (1950-1955)
- Adventures of Wild Bill Hickok – serie TV, 2 episodi (1951)
- Roy Rogers (The Roy Rogers Show) – serie TV, 3 episodi (1952)
- The Range Rider – serie TV, 7 episodi (1952-1953)
- Death Valley Days – serie TV, 3 episodi (1953-1955)
- General Electric Theater – serie TV, episodio 4x07 (1955)
- Le avventure di Campione (The Adventures of Champion) – serie TV, episodi 1x03-1x07 (1955)
- Le leggendarie imprese di Wyatt Earp (The Life and Legend of Wyatt Earp) – serie TV, 3 episodi (1955-1957)
- Zorro – serie TV, 44 episodi (1957-1959)
- Bonanza – serie TV, episodio 1x03 (1959)
- Walt Disney Presents – serie TV, 4 episodi (1960-1961)
- Indirizzo permanente (77 Sunset Strip) – serie TV, 5 episodi (1960-1961)
- Daniel Boone – serie TV, 3 episodi (1964-1966)
- Get Smart – serie TV, episodio 1x08 (1965)
- Tre nipoti e un maggiordomo (Family Affair) – serie TV, episodio 3x21 (1969)

## Doppiatori italiani
- Giorgio Capecchi ne Le giubbe rosse del Saskatchewan, La sfida di Zorro, La rivincita di Zorro
- Renato Turi ne Il cerchio di fuoco
- Felice Romano ne La grande sparatoria
- Emilio Cigoli ne La legione del Sahara
- Manlio Busoni in Rullo di tamburi
- Nino Bonanni in Ore di angoscia
- Nino Pavese in Zorro (1ª voce)
- Bruno Persa in Zorro (2ª voce)
- Gino Baghetti in Zorro (3ª voce)
- Sergio Graziani in Zorro (ridoppiaggio)